# Lissac-sur-Couze
Lissac-sur-Couze é uma comuna francesa na região administrativa da Nova Aquitânia, no departamento de Corrèze. Estende-se por uma área de 12,62 km². Em 2010 a comuna tinha 733 habitantes (densidade: 58,1 hab./km²).